# قایق (فیلم ۱۹۲۱)
قایق (انگلیسی: The Boat) فیلمی به کارگردانی باستر کیتون و ادوارد اف کلاین محصول سال ۱۹۲۱ است. این‌دو نویسندگی و بازیگری فیلم را نیز بر عهده داشتند.